# 陸軍戸山学校
陸軍戸山学校（りくぐんとやまがっこう）は、大日本帝国陸軍の軍学校（実施学校）の一つである。歩兵戦技（射撃、銃剣術、剣術など）、歩兵部隊の戦術、体育、軍楽の教官・生徒育成と研究を行い、また陸軍を代表する軍楽隊として陸軍戸山学校軍楽隊を有していた。
所在地は牛込区戸山町（現在の東京都新宿区戸山、都立戸山公園箱根山地区およびその周辺）。麹町区から移転してきた陸軍軍医学校が近接していた。
歩兵戦技・体育の教官育成と研究については現在の自衛隊体育学校に、軍楽については陸上自衛隊中央音楽隊教育科に、それぞれ相当する機関である。

## 概要
1873年（明治6年）6月、旧尾張藩下屋敷跡に陸軍兵学寮戸山出張所が設置され、上下士官の訓練事務を始めた。翌1874年（明治7年）2月、陸軍戸山学校と改称した。射撃、銃剣術、体操、攻守戦法、操練、諸勤務、喇叭を教授した。
1887年（明治20年）10月、監軍部に隷属した。1888年（明治21年）、馬場先門外の第一軍楽隊を隷下とし、同隊の後身である軍楽基本隊は陸軍教導団から1891年（明治24年）に戸山学校内へ移転、のちの陸軍戸山学校軍楽隊となる。
1912年（大正元年）9月1日、戦術科、射撃科、教導大隊を分離し陸軍歩兵学校を設け、戸山学校は体操科（剣術）、軍楽生徒隊を統括した。1939年（昭和14年）から射撃術の教育研究を担当。
各兵科の中尉・少尉、下士官を対象とする甲種学生には、体操、剣術、銃剣術などの訓練を行った。乙種学生は各隊の喇叭長が対象で、喇叭譜の訓練を実施。軍楽生徒は、軍楽部を志す者から選抜し教育した。
この学校で、陸軍の射撃、銃剣術、短剣術、軍刀術（両手軍刀術・片手軍刀術）などの歩兵戦技が制定された。当初はフランス陸軍から教官を招聘し、フェンシングとフランス式銃剣術を訓練していたが、後に日本式の軍刀術と銃剣術に改めた。これらは太平洋戦争後、銃剣術・短剣術は競技武道の銃剣道・短剣道となり、陸上自衛隊でも訓練されている。この他、軍刀操法も研究されていたが、これは居合道流派の戸山流となって、現在は民間団体で稽古されている。
日本陸上競技選手権大会の第1回から第3回大会までは、陸軍戸山学校運動場で開催された。

跡地には、国立国際医療研究センターが所在する。

## ギャラリー

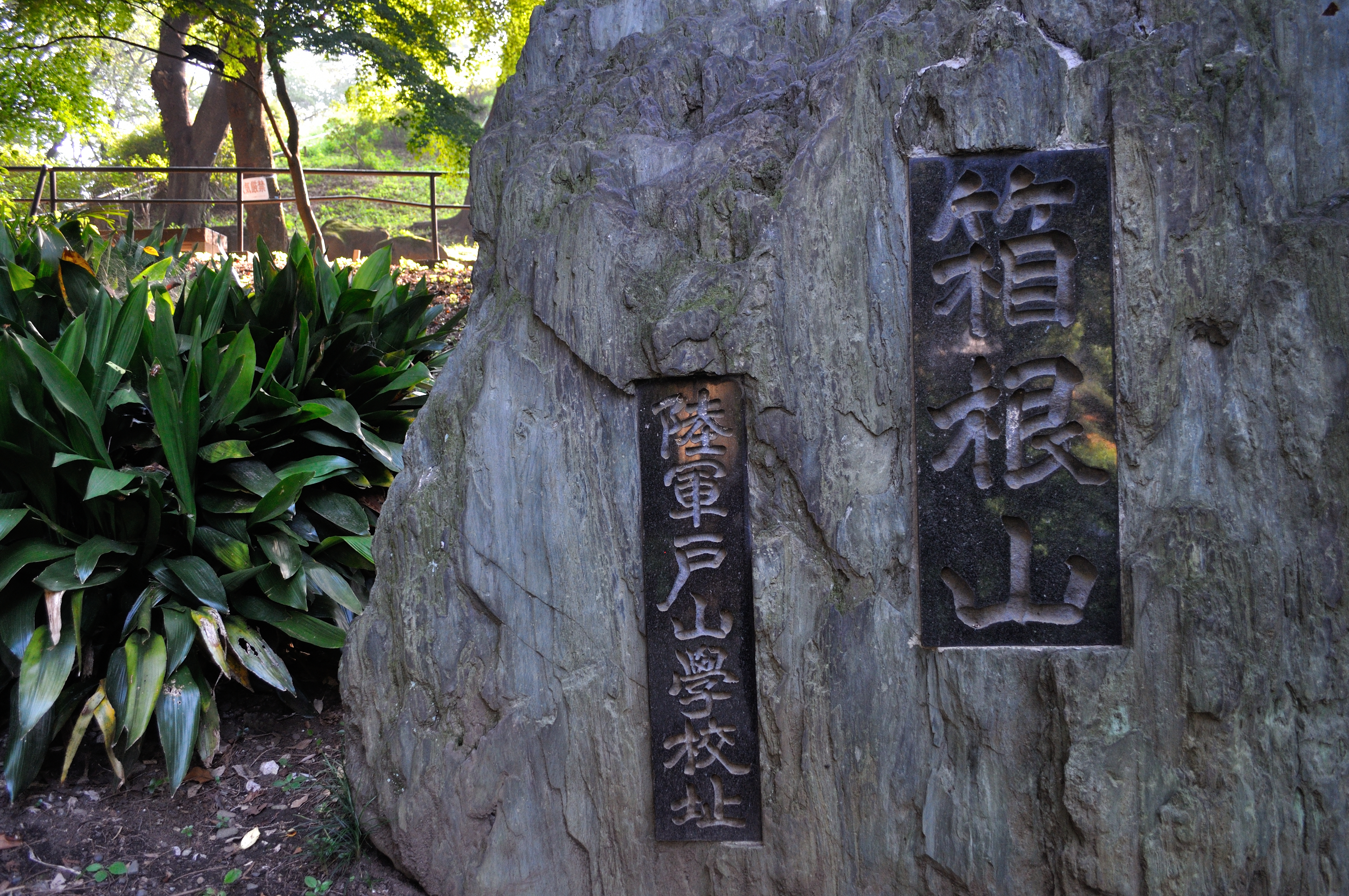
記念碑。背後は箱根山
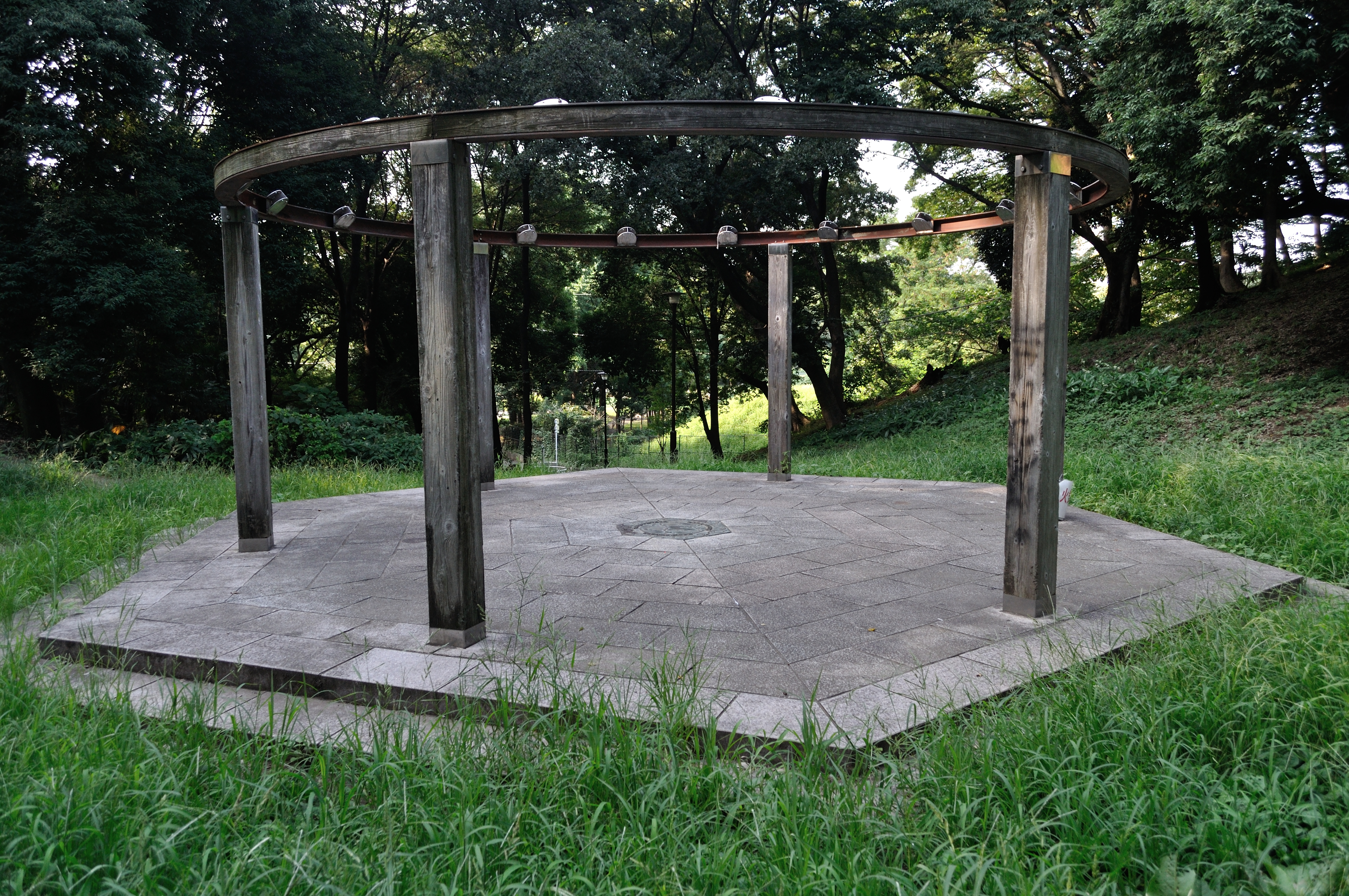
野外演奏場跡
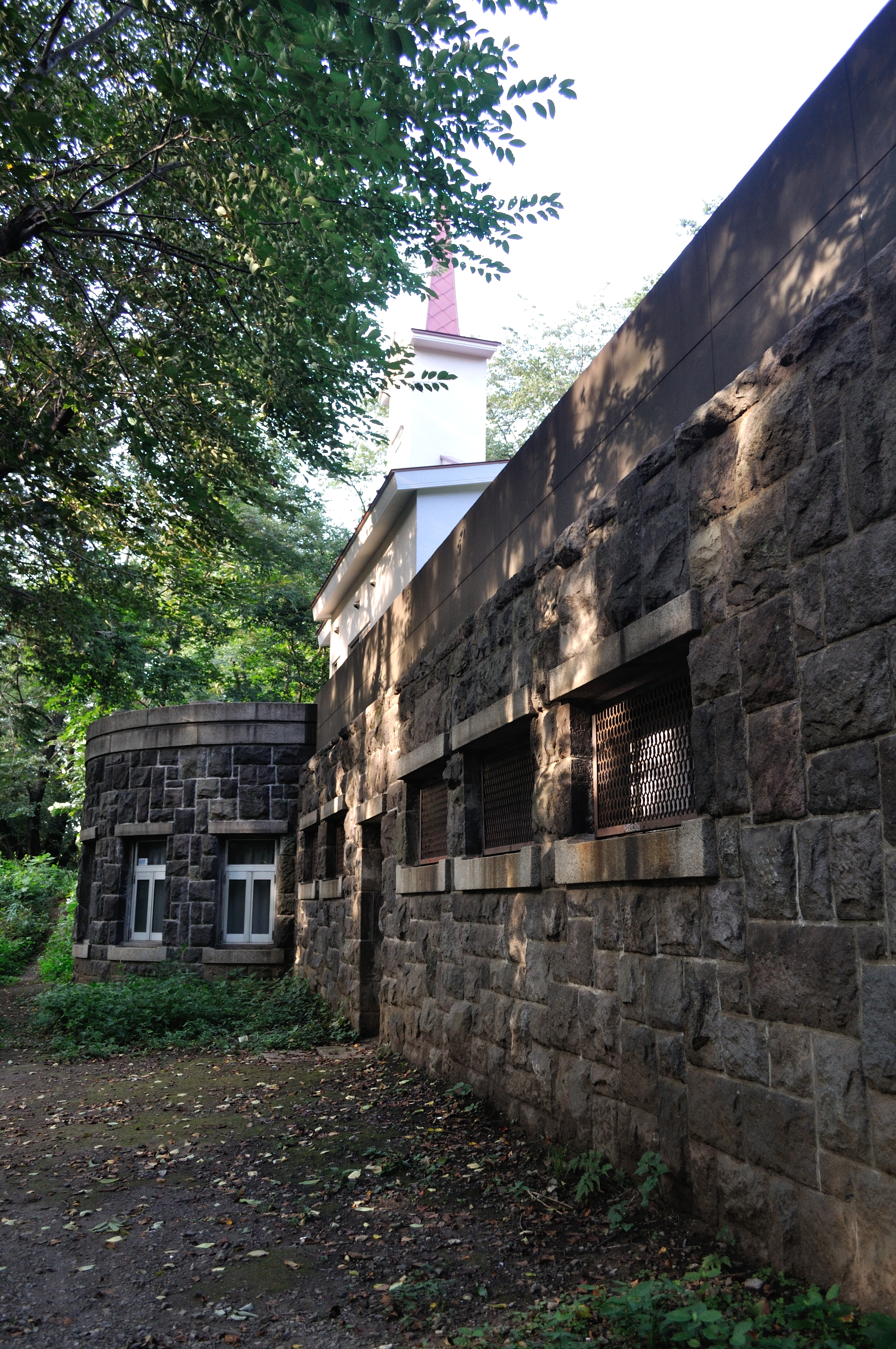
将校集会所跡。 現在は教会と幼稚園が利用

## 沿革
- 1873年（明治6年）6月 - 陸軍兵学寮戸山出張所を設置。
- 1874年（明治7年）2月4日 - 陸軍兵学寮戸山出張所を陸軍戸山学校と改称。
- 1887年（明治20年）10月19日 - 監軍部に隷属。
- 1912年（大正元年）9月1日[2] - 陸軍歩兵学校が分離独立。
- 1945年（昭和20年）9月10日 - 閉校

## 歴代校長
- 小松宮彰仁親王 少将 1876年6月13日 -
- 谷干城 中将 1880年4月29日 -
- 堀江芳介 少将 1883年2月1日 -
- 今井兼利 少将 1885年5月21日 - 1886年2月5日
- 堀尾晴義 大佐 1886年4月1日 -
- 茨木惟昭 歩兵大佐 1886年5月25日 -
- 大久保春野 歩兵大佐 1890年6月13日 -
- （兼）大久保春野 歩兵大佐 1891年6月13日 -
- （心得）原口兼済 歩兵中佐 1891年11月18日 -
- 原口兼済 歩兵大佐 1891年11月26日 -
- 欠 1893年6月14日 -
- 安東貞美 歩兵中佐 1893年8月7日 -
- 原口兼済 歩兵大佐 1896年9月25日 -
- 山口圭蔵 歩兵大佐 1897年10月11日 -
- 依田広太郎 歩兵大佐 1898年10月1日 -
- 大谷喜久蔵 歩兵大佐 1900年10月3日 - 1902年6月21日
- 渡辺騏十郎 歩兵中佐 1902年6月21日 - 1903年7月2日
- 大谷喜久蔵 少将 1903年7月2日 - 1904年2月5日
- （兼・事務取扱）中村覚 少将 1905年5月25日 - 1906年6月11日
- 大谷喜久蔵 少将 1906年6月1日 - 1907年1月28日
- 山田忠三郎 少将 1907年1月28日 - 1909年11月30日
- 大庭二郎 歩兵大佐 1909年11月30日 - 1912年9月1日
- （兼・事務取扱）大庭二郎 少将 1912年9月1日 - 1912年9月25日 ＊本務・陸軍歩兵学校長
- 林二輔 歩兵中佐 1912年9月25日 - 1916年4月1日
- 山田良之助 歩兵大佐 1916年4月1日 -
- 菱刈隆 少将 1920年2月23日 -
- 白石通則 少将 1923年8月6日 -
- 等々力森蔵 少将 1924年8月20日 -
- 新井亀太郎 少将 1926年3月2日 -
- 山本鶴一 少将 1927年8月10日 -
- 香椎浩平 少将 1928年8月10日 -
- 渋谷伊之彦 少将 1930年12月22日 - 1934年3月5日[3]
- 深沢友彦 少将 1934年3月5日 - 1935年8月1日[4]
- 安藤利吉 少将 1935年8月1日 -
- 三宅俊雄 少将 1936年3月23日 –
- 鷲津鈆平 少将 1937年3月1日 -
- （兼）甘粕重太郎 中将 1938年7月15日 -
- （兼）牛島満 少将 1939年3月9日 -
- 田中久一 少将 1939年8月1日 -
- 尾崎義春 少将 1940年9月28日 -
- 欠 1941年7月13日 -
- 賀陽宮恒憲王 少将 1942年3月2日 -
- 鵜沢尚信 少将 1943年3月1日 -
- （兼）七田一郎 中将 1944年6月26日 - 1945年4月13日
- 井上政吉 予備役中将 1945年4月15日 -